# Prêmio Bartolomé de las Casas
O Prêmio Bartolomé de las Casas é uma distinção conferida pela Secretaria Geral de Cooperação Internacional da Espanha em conjunto com a organização Casa de América, com o objetivo de destacar pessoas, instituições e organizações que se empenham na defesa dos povos indígenas da América, promovendo a proteção dos seus direitos e o conhecimento, entendimento e respeito dos seus valores e culturas do passado e do presente.
O prêmio é concedido desde 1991 na forma de um valor monetário e uma medalha, e seu nome é uma referência ao frei dominicano Bartolomé de las Casas (1484-1566), que se tornou conhecido pela defesa que fez dos indígenas americanos. Em 2016 o prêmio foi de 50.020 euros em dinheiro e uma medalha com a efígie do frei Bartolomé de las Casas.
No Brasil já receberam o prêmio o líder Davi Kopenawa Yanomami ‎e o Conselho Indígena de Roraima. Outros que receberam a distinção foram a peruana Ruth Buendia, líder do povo Ashaninka, a guatemalteca Alma Gilda López Mejía, líder do povo maia Kiche, e a organização norte-americana Indigenous Women for Conservation, Research and Harnessing of Natural Resources in Mexico.